# Nepheloleuca politiata
Nepheloleuca politiata är en fjärilsart som beskrevs av Herrich-Schäffer 1870. Nepheloleuca politiata ingår i släktet Nepheloleuca och familjen mätare. Inga underarter finns listade i Catalogue of Life.